# Willie Cornish
William "Willy" Cornish (1 augustus 1875 - 12 januari 1942) was een Amerikaanse jazzmuzikant, die in de beginjaren van de jazz in New Orleans actief was. Hij speelde trombone bij Buddy Bolden en was lid van de Eureka Brass Band, maar leidde ook zijn eigen groepen.